# Rey Lee-Lo

a Compétitions nationales et continentales officielles uniquement.

b Matchs officiels uniquement.
Dernière mise à jour le 2 mai 2024.
Rey Lee-Lo, né le 20 février 1986 à Vailima (Samoa), est un joueur de rugby à XV international samoan évoluant au poste de centre.

## Biographie
Rey Lee-Lo est né dans le village de Vailima, près de la ville d'Apia aux Samoa. Il émigre en Nouvelle-Zélande avec sa famille alors qu'il est âgé de 13 ans. Il est ensuite éduqué à l'Otahuhu College (en).

## Carrière

### En club
Rey Lee-Lo joue dans un premier temps au niveau amateur avec le club de Karaka, dans le championnat de la fédération des Counties Manukau.
Il commence sa carrière professionnelle en 2009 avec la province des Counties Manukau en National Provincial Championship (NPC). En 2011, il fait partie du groupe d'entrainement élargi des Chiefs en Super Rugby, sans pour autant jouer le moindre match.
En 2013, il est retenu par la franchise des Hurricanes pour disputer la saison 2013 de Super Rugby. Il dispute ensuite la saison 2014 avec les Crusaders, avant de revenir jouer avec les Hurricanes en 2015,.
En 2015, il rejoint la province galloise des Cardiff Blues (futurs Cardiff Rugby) qui évolue en Pro 12, où il rejoint son ancien entraîneur Mark Hammett. Grâce à de bonnes performances il s'impose rapidement comme un joueur clé de l'équipe, et il est élu par ses coéquipiers "meilleur joueur des Blues de la saison 2016-2017". Il joue son cent-cinquantième match avec Cardiff en mars 2023. Non-conservé en juin 2023, il est annoncé qu'il quitte la province à la fin de sa huitième saison à Cardiff. Néanmoins, en août 2023, il est finalement resigné par la province galloise.

### En équipe nationale
Rey Lee-Lo obtient sa première cape internationale avec l'équipe des Samoa le 14 novembre 2014 à l'occasion d'un test-match contre l'équipe du Canada à Vannes,.
Il est sélectionné dans le groupe samoan choisi par Stephen Betham pour participer à la Coupe du monde 2015 en Angleterre. Il dispute quatre matchs contre les États-Unis, l'Afrique du Sud, le Japon et l'Écosse.
En 2019, il est retenu par le sélectionneur Steve Jackson dans le groupe samoan pour disputer la Coupe du monde au Japon. Il ne joue qu'un match lors de la compétition, contre la Russie. En effet, il est suspendu trois matchs en raison d'un placage dangereux commis lors de la rencontre face aux Russes.

## Palmarès

### En club
- Finaliste du Super Rugby en 2015 avec les Hurricanes.
- Vainqueur du Challenge européen en 2018 avec les Cardiff Blues.

## Statistiques internationales
- 26 sélections avec les Samoa entre 2014 et 2019[2].
- 20 points (4 essais).
- Sélections par année : 2 en 2014, 4 en 2015, 5 en 2016, 6 en 2017, 4 en 2018 et 5 en 2019.

- Participation à la Coupe du monde en 2015 (4 matchs) et 2019 (1 match).